# NGC 5313
NGC 5313 este o galaxie spirală situată în constelația Câinii de Vânătoare. A fost descoperită în 14 ianuarie 1788 de către William Herschel. Se află la o distanță de 50,35 de megaparseci de Pământ.